# Walter Gamerith
Walter Gamerith (* 30. August 1903 in Eggenburg; † 10. August 1949 in Wien) war ein österreichischer Maler.

## Leben
Walter Gamerith studierte an der Akademie der bildenden Künste Wien unter Karl Sterrer. Ab 1926 besuchte er dessen Spezialschule für Malerei, 1930 verließ er die Akademie. Gamerith bereiste dann Europa und stellte ab 1934 im Wiener Künstlerhaus, das ihn 1939 zum Mitglied wählte, Bildnisse, Akte und Landschaften aus. Seine Themen waren neben Pariser und italienischen Motiven auch Studien vom Attersee und aus Eggenburg. Im Jahr 1939 war er an einer Österreich-Schau in Berlin beteiligt. 1944 fand eine Kollektivausstellung mit 46 Arbeiten im Künstlerhaus statt. Die Albertina erwarb einige seiner Arbeiten.

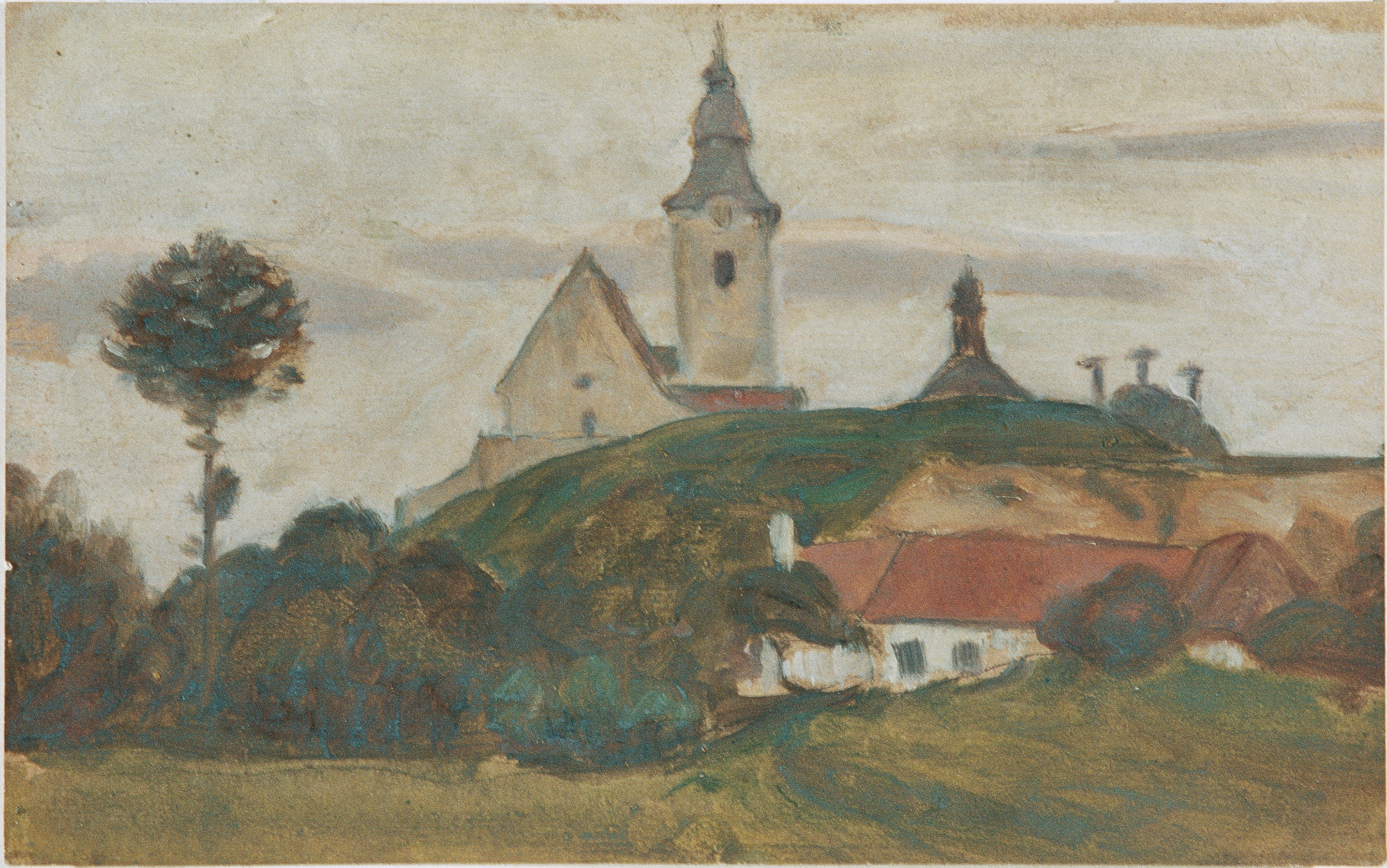
Landschaft mit Kirche und Dorf, 1922
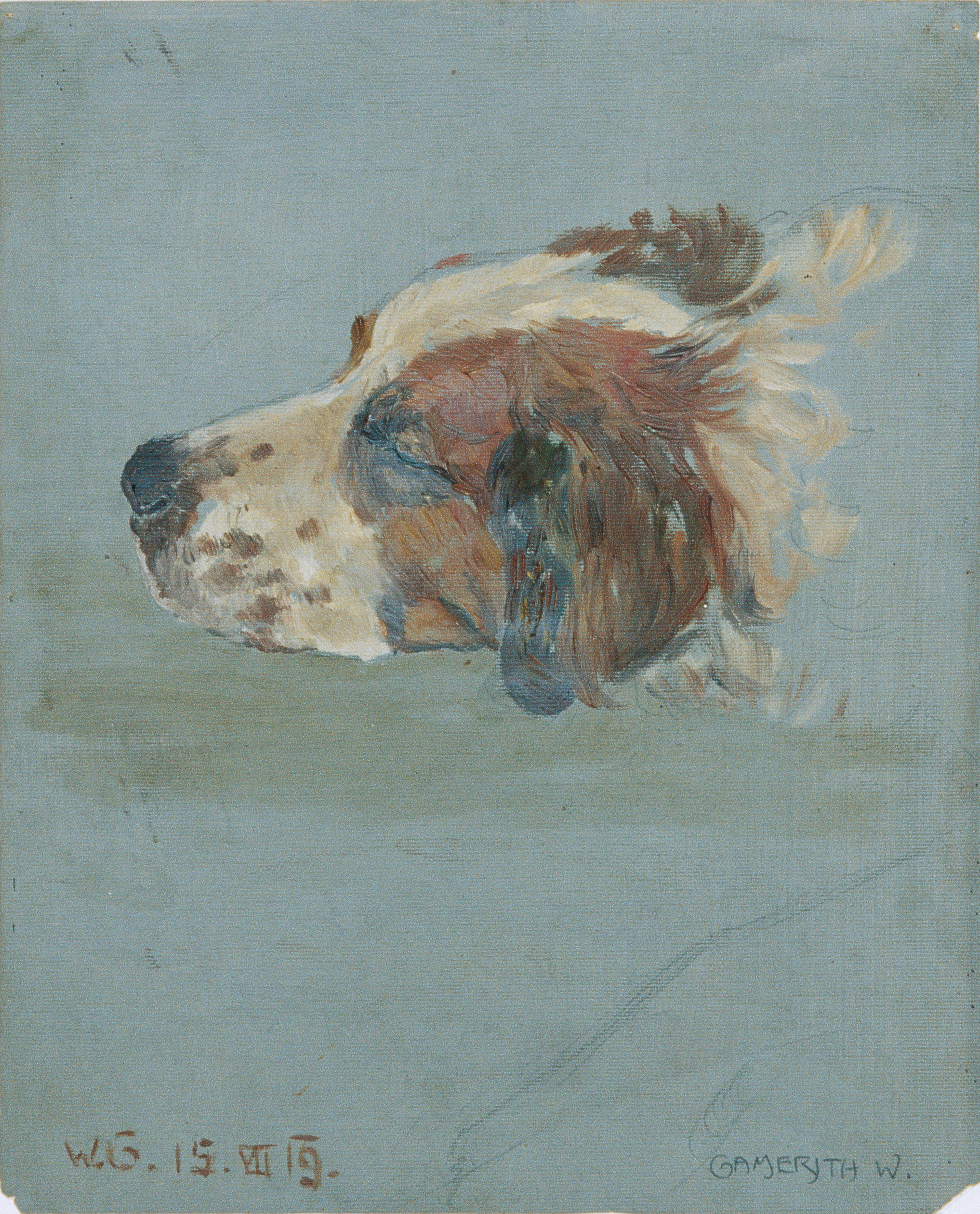
Hundekopf, 1919
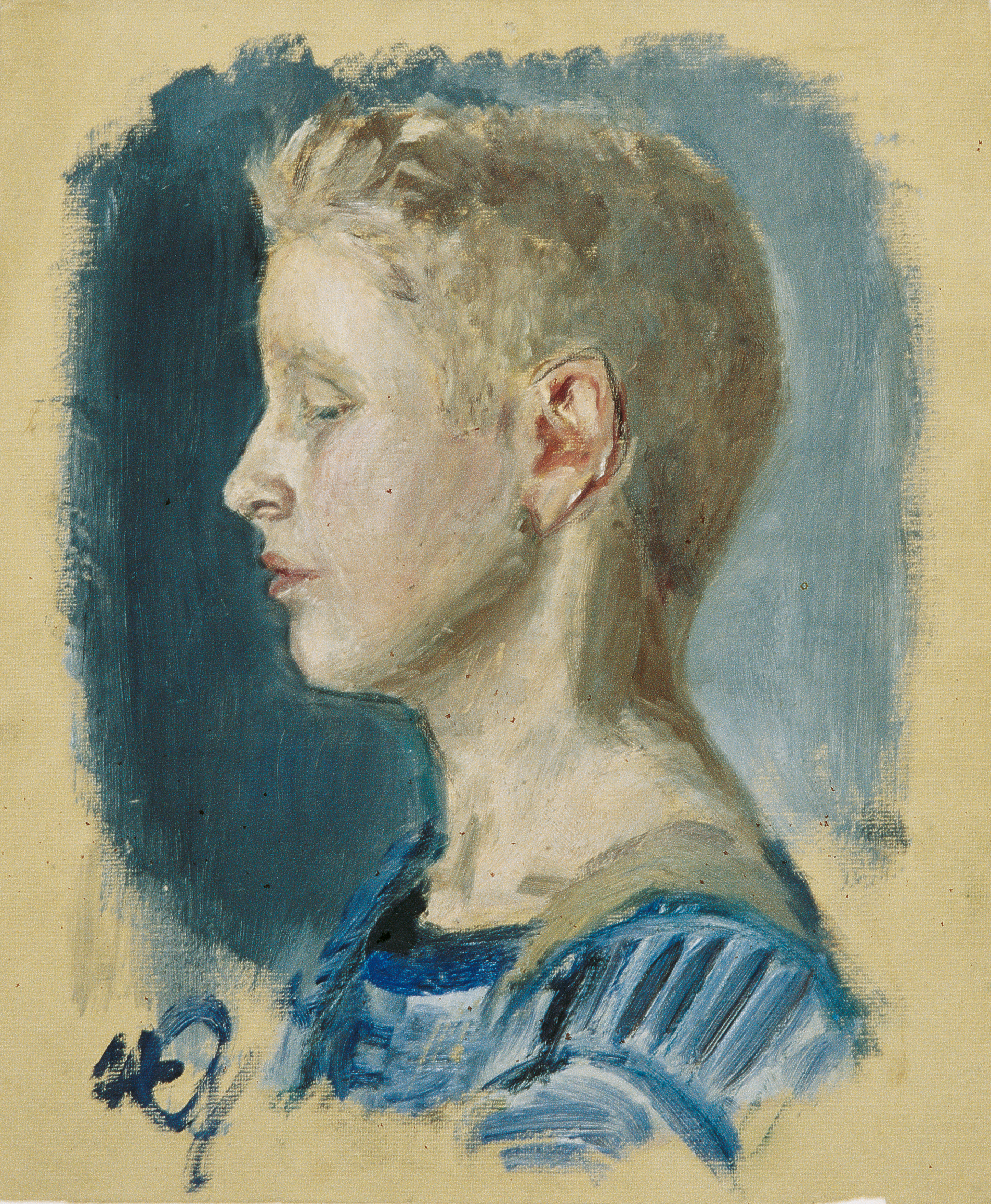
Knabe, 1917